# Мемуари

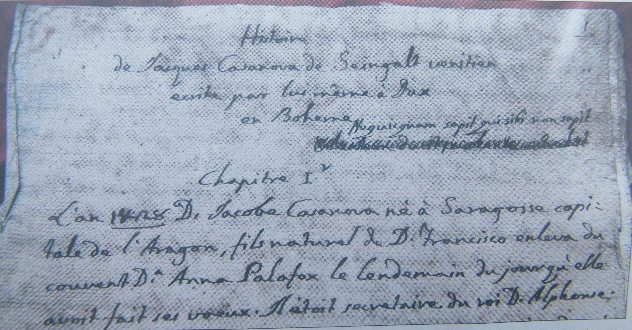
Рукопис мемуарів Казанови

Мемуа́ри (фр. mémoires — спогади) — оповідь у формі записок від імені автора про реальні події минулого, учасником або ж очевидцем яких він був. Дослідженням мемуарів займається спеціальна історична дисципліна — мемуаристика.

## Історія жанру мемуарів
Провідною жанровою ознакою мемуаристики є суб'єктивне осмислення певних історичних подій, життєвого шляху конкретно-історичної постаті із залученням документів, співвіднесенням власного духовного досвіду автора з внутрішнім світом його героїв, соціально-психологічною природою їх вчинків, мотивацією дій і рішень. Засновником цього жанру вважається Ксенофонт — автор спогадів про Сократа й військовий похід греків («Анабасис», 401 до н.е). У римську добу до мемуарів звертався Юлій Цезар («Нотатки про Галльську війну»), в добу середньовіччя — П'єр Абеляр («Історія моїх поневірянь»), в епоху Відродження — Бенвенуто Челліні та інші. Інтерес до мемуарів не згасав і пізніше (Йоганн Вольфганг Гете, мадам де Сталь, Стендаль, Генріх Гейне, Іван Тургенєв, Анатоль Франс, Рабіндранат Тагор, Ернест Хемінгуей та інші).

## Різновиди мемуарів
Мемуарам притаманна документальність, історична достовірність, хоча не виключається право автора на художній вимисел. Для мемуарів характерний подвійний погляд письменника на події, які він описує: так він сприймав їх насправді, а ось такими (з урахуванням життєвого досвіду, громадської думки) ці події постали в його свідомості через роки, в момент творчої праці над мемуарами. Говорячи про минуле, автор мемуарів практично ніколи не може перебувати в межах одного часового виміру.
Мемуари поділяють на три категорії: об'єктні, мета і сенс яких лежить у відтворенні об'єкта авторської уваги, тобто подій, ситуацій, людей; суб'єктні, головний інтерес у яких спрямовується на постать автора; спогади, що органічно поєднують у собі обидва підходи.
Найпростіша жанрова форма сучасної мемуаристики — листи. Близькі до них щоденники. Їх доповнюють інші жанри мемуарної літератури. Автор листа роздумує про сьогоднішні для нього події, автор щоденника рухається до майбутнього, котре він не може передбачити. Автори ж творів інших мемуарних жанрів, навпаки, повертаються в минуле.
Записник — окрема жанрова форма мемуаристики. Він часто є ключем до творчої лабораторії письменника. Кожна записана думка, уривок фрази, одне окреме слово письменника допомагають чіткіше зрозуміти процес його мислення, настрої та емоції, що пізніше випліскуються в рядки його художніх творів.
Складніша форма мемуарів — нотатки. Цей жанр характеризує насамперед можливість ретроспективного погляду на минуле. Нотатки сприймаються як літературно опрацьований матеріал, де чітко заявляє про себе авторська позиція. Сам автор то перебуває ніби на периферії сюжету, то наближається до його попереднього рубежу, то віддаляється в глибину, але не часто є головним героєм.
Найскладнішою й поширеною жанровою формою мемуарів вважається літературний портрет, автор якого не ставить собі за мету відтворити весь життєвий шлях свого героя, а намагається через одну або декілька зустрічей показати характерні риси його особистості («Розповідь про неспокій» Ю. Смолича, «Зустрічі і прощання» Г. Костюка).

## Мемуари в українській літературі
Історія української мемуаристики нараховує кілька століть. Її витоки — в автобіографічних елементах літератури Київської Русі («Повчання дітям» Володимира Мономаха). Як самостійна жанрова форма мемуари з'являються на початку 18 ст. («В пам'ять дітям своїм і внукам, і всему потомству» Іллі Турчиновського). У літературі 19 ст. першість у мемуарних жанрах належить Т. Шевченку. Його «Журнал» 1858, короткі автобіографічні нотатки, листи поклали початок новому етапу розвитку мемуаристики в Україні. Під їх впливом до спогадів звертаються П. Куліш, М. Костомаров, М. Драгоманов, О. Барвінський, І. Нечуй-Левицький, І. Франко, Б. Лепкий та інші.
У 20 ст. мемуарна література представлена творами різних жанрів: листи (Леся Українка, М. Хвильовий, М. Рильський, В. Стус), щоденники (П. Тичина, М. Драй-Хмара, Остап Вишня, О. Довженко, В. Симоненко), записні книжки (С. Васильченко, Варвара Чередниченко), нотатки (В. Минко, І. Багмут), літературні портрети (М. Бажан, С. Голованівський), есе (Є. Маланюк, Ю. Шерех). Досить поширеними жанрами мемуарної прози є повість, роман («Дороги моїх днів» В. Поліщука, «Музей живого письменника, або Моя довга дорога в ринок» В. Дрозда, роман «Третя рота» В. Сосюри, «Повість мого життя» Зінаїди Тулуб).
Чимало мемуарних творів належить письменникам української діаспори («Спогади про неокласиків» Ю. Клена, «На білому коні» та «На коні вороному» У. Самчука, «Щоденник» В. Винниченка, «Розмови в дорозі до себе» І. Кошелівця).